# Pseudodinia occidentalis
Pseudodinia occidentalis är en tvåvingeart som beskrevs av Barber 1985. Pseudodinia occidentalis ingår i släktet Pseudodinia och familjen markflugor.
Artens utbredningsområde är Arizona. Inga underarter finns listade i Catalogue of Life.